# Orizaba (Schiff, 1886)
Die RMS Orizaba war ein 1886 in Dienst gestelltes Passagierschiff der britischen Reederei Pacific Steam Navigation Company, das im Passagier- und Postverkehr von Großbritannien nach Australien eingesetzt wurde. Am 17. Februar 1905 lief die Orizaba mit 375 Menschen an Bord bei Garden Island in der Nähe von Fremantle (Western Australia) auf Grund. Alle Menschen an Bord konnten gerettet werden.

## Das Schiff

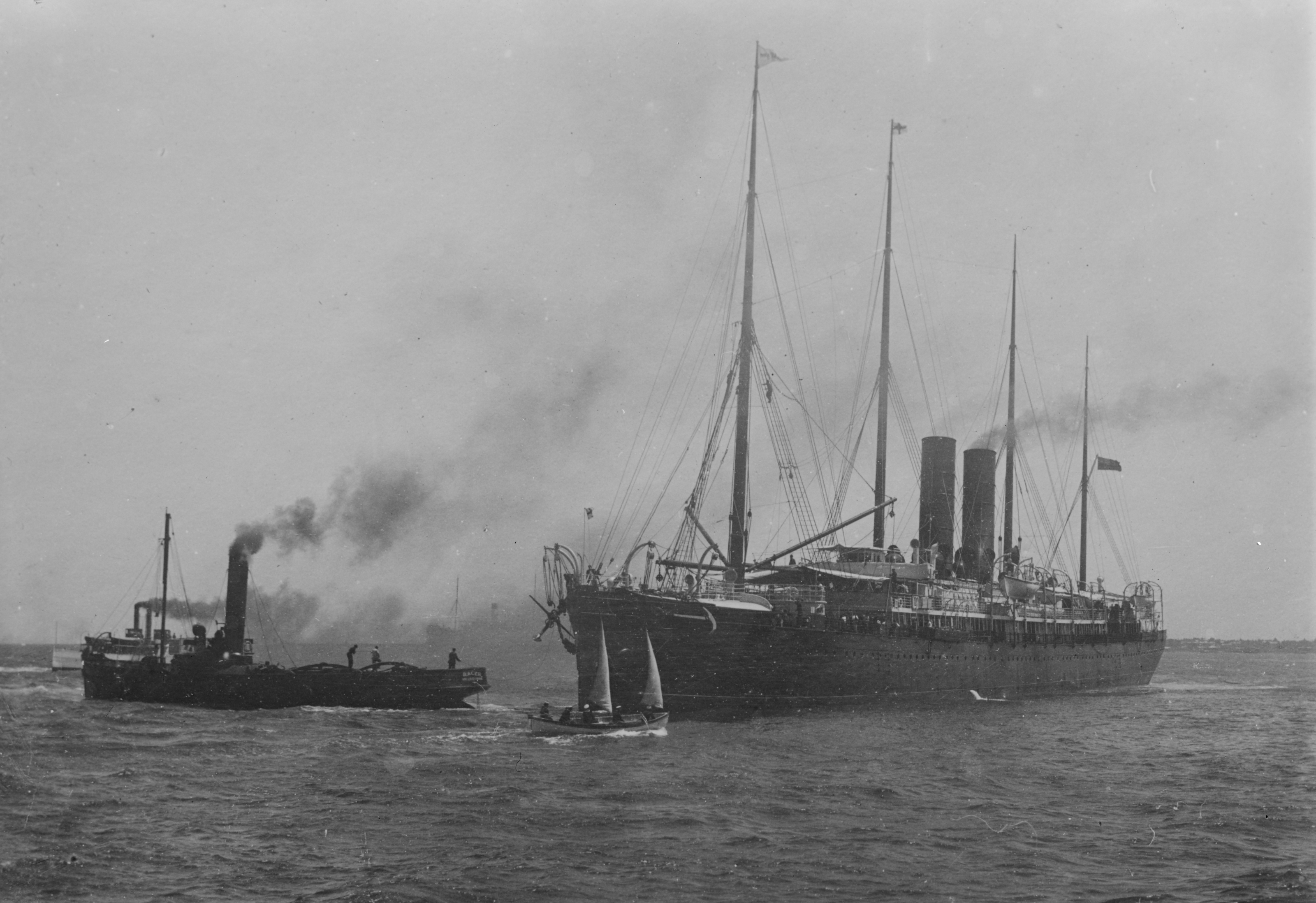
Die Orizaba mit dem Schlepper Racer (undatierte Aufnahme)

Das 6.077 BRT große Dampfschiff wurde auf der Werft Barrow Shipbuilding Company in Barrow-in-Furness gebaut und lief am 6. Mai 1886 vom Stapel. Laut einem Artikel der Otago Daily Times vom 25. Juni 1886 wurde der Stapellauf von 5000 bis 6000 Schaulustigen verfolgt. Das 144,5 Meter lange und 15,1 Meter breite Passagier- und Postschiff war aus Stahl konstruiert und hatte ein baugleiches Schwesterschiff, die im selben Jahr in Dienst gestellte Oroya. Diese beiden Dampfer waren die bis dahin größten Schiffe der Pacific Steam Navigation Company.
Die Orizaba hatte zwei Schornsteine, vier Masten und einen einzelnen Propeller und wurde von Dreifachexpansions-Dampfmaschinen angetrieben, die 7000 PS leisteten und das Schiff auf bis zu 14 Knoten beschleunigen konnten. Die Orizaba konnte 126 Passagiere in der Ersten Klasse, 154 in der Zweiten Klasse und 412 in der Dritten Klasse beherbergen. Am 30. September 1886 lief die Orizaba in Southampton zu ihrer Jungfernfahrt nach Sydney via Sues und Melbourne aus.

## Untergang
Am Montag, dem 6. Februar 1905 lief die Orizaba in Colombo (Ceylon) mit 215 Besatzungsmitgliedern, 260 Passagieren und 2500 Tonnen Fracht an Bord zur Überfahrt nach Fremantle aus. Sie kam aus London und Tilbury und sollte schließlich Sydney anlaufen. Das Kommando hatte Kapitän Robert Archer, der seit 1881 sein Kapitänspatent besaß.
Am 15. Februar 1905 befand sich die Orizaba 286 Seemeilen vor Rottnest Island an der Küste des Bundesstaats Western Australia. Am folgenden Tag hingen dichte Rauchschwaden über der ruhigen See, als sich die Orizaba bei einer Geschwindigkeit von 14 Knoten der Stadt Fremantle näherte. Einige Quellen vermuteten, dass der Rauch möglicherweise von einem Buschfeuer auf der nahen Insel Garden Island herrührte.
Als schließlich durch die Schwaden Land ausgemacht werden konnte, hielt man es an Bord der Orizaba für Buckland Hill, nördlich von Fremantle. Gegen Mittag am 16. Februar hatte man wieder freie Sicht und auf beiden Seiten des Schiffes wurde Land gesehen. Fremantle war jedoch nirgendwo in Sicht. Das Schiff wurde daraufhin gestoppt, damit die Tiefe des umgebenden Gewässers gemessen werden konnte. Die Besatzung stellte eine Wassertiefe von 6 bis 8 Faden fest. Anschließend nahm die Orizaba einen neuen Kurs auf und steuerte die offene See an.

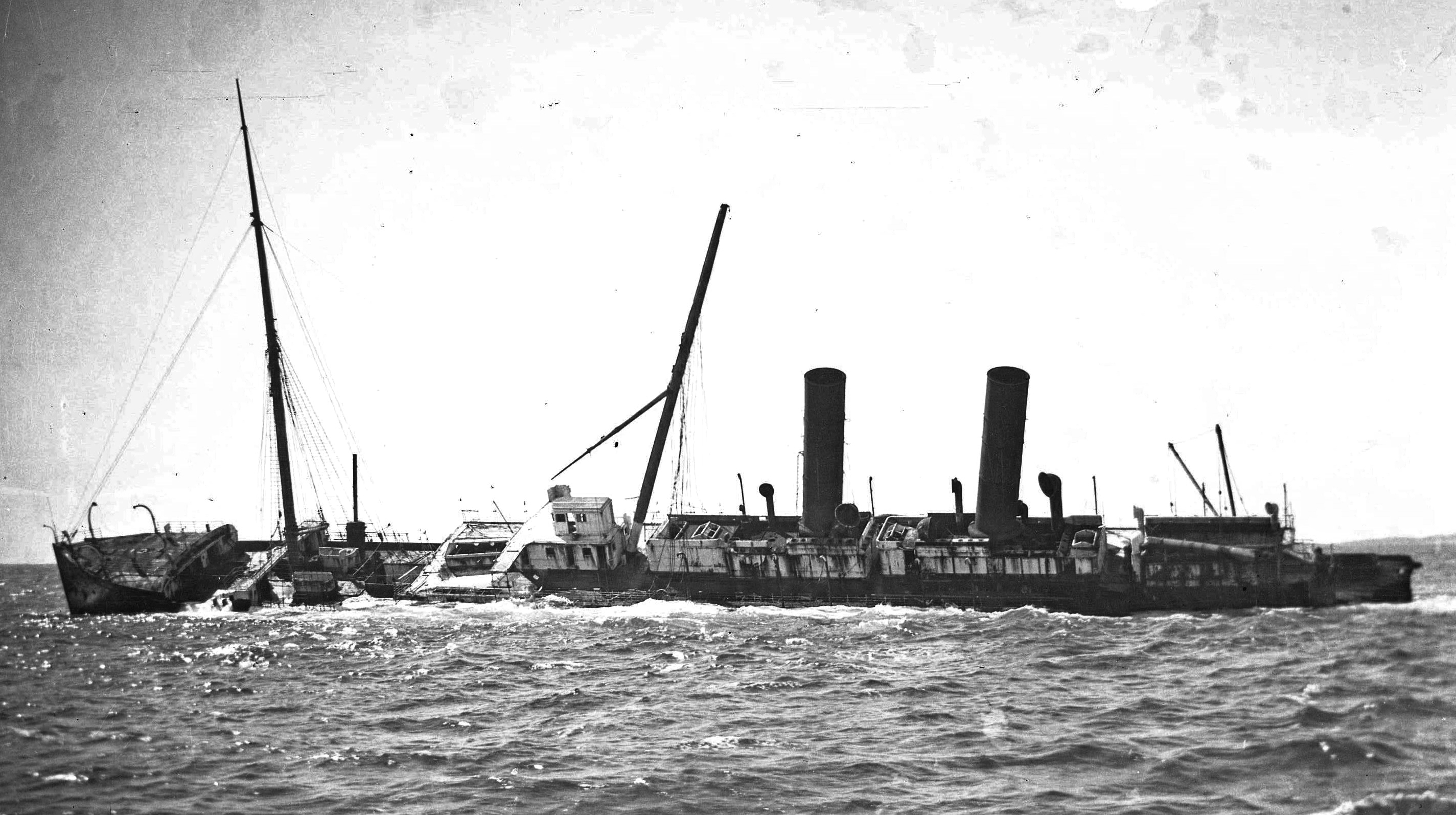
Das Wrack der Orizaba.

Am Donnerstagabend, dem 17. Februar 1905, als sich die Passagiere gerade auf das Abendessen vorbereiteten, lief die Orizaba auf der Five Fathom Bank auf Grund und kam zu einem sofortigen Stillstand. Die Maschinen wurden sofort auf volle Kraft zurückgestellt, aber das Schiff saß auf der Sandbank fest. Nachrichten von dem Unglück erreichten fast augenblicklich Fremantle, von wo aus der Schlepper Gannett losgeschickt wurde, der die Passagiere der Orizaba sowie deren Gepäck und die Post an Bord nahm. Bis zum 21. Februar waren auch Kapitän Archer und die an Bord verbliebenen Besatzungsmitglieder evakuiert.
Die Bergung der Fracht begann augenblicklich. Der Maschinenraum war zwar geflutet worden, die Laderäume waren aber trocken geblieben. Am Tag nach der Strandung hatte man bereits 875 Tonnen Fracht geborgen. Am Montag, dem 21. Februar 1905, brachen jedoch die wasserdichten Türen der Orizaba und das Schiff rutschte in tiefere Gewässer. Weitere Bergungsarbeiten wurden fortan von Tauchern durchgeführt. Am 28. Februar fand eine Auktion statt, bei der Teile der geborgenen Fracht versteigert wurden.
Eine Untersuchung des Unglücks kam zu dem Schluss, dass Kapitän Archer die Strandung durch Fehleinschätzungen bei der Navigation verursacht hatte. Er musste die Hälfte der Prozesskosten tragen. Es wurde jedoch auch festgestellt, dass die Rauchschwaden und starke Strömungen zu dem Unfall beigetragen hatten. Die Reste des Wracks waren noch 1907 auf der Sandbank sichtbar.
Die Überreste des Schiffs liegen heute in 4 bis 7 Metern Tiefe (Position 32° 10′ 57″ S, 115° 31′ 12,1″ O). Das Wrack ist eines der Tauchziele des „Mandurah Shipwreck Trail“.